# عبد الله آل بريك
عبد الله آل بريك (ولد في 14 فبراير 1984) لاعب كرة قدم قطري دولي سابق.

## أهم الأندية
كانت بداياته في نادي السد ولعب بعدها مع أندية الخور وأم صلال والسيلية و الأهلي وعاد إلى السد عام 2012 و لعب معهم موسم وبعدها إعتزل اللعب .

## مسيرته الكروية
لعب عبد الله آل بريك خلال مسيرته الاحترافية مع 5 أندية في ثلاثة عشر موسمًا وسجل خلالها هدفين أثنين ضمن 118 مباراة. حيث فاز في أربعة مواسم بالكأس وفي أربعة مواسم بالدوري.

### نادي السد
خاض عبد الله آل بريك مسيرته مع نادي السد في موسم 2001–02 في المرة الأولى ليلعب معه ستة مواسم ثم في موسم 2012–13 ولمدة موسمين، مشاركًا طوالها في 57 مباراة سجل خلالها هدفًا واحدًا.

### نادي الخور
ثم انتقل إلى نادي الخور في موسم 2007–08 في المرة الأولى لمدة موسم واحد ثم في موسم 2009–10 لمدة موسم واحد، حيث شارك طوالها في 18 مباراة ولم يسجل أي هدف.

### نادي أم صلال
لينتقل بعدها إلى نادي أم صلال في موسم 2008–09 لمدة موسم واحد، مشاركًا في 19 مباراة ولم يسجل أي هدف أيضًا.

### نادي السيلية
ثم انتقل إلى نادي السيلية في موسم 2010–11 لمدة موسم واحد، مشاركًا في 15 مباراة سجل خلالها هدفًا واحدًا.

### نادي الأهلي
هذا وانتقل لاحقًا إلى النادي الأهلي في موسم 2011–12 لمدة موسم واحد، مشاركًا في 9 مباريات ولم يسجل أي هدف.

## روابط خارجية
- عبد الله آل بريك على موقع ناشيونال فوتبول تيمز (الإنجليزية)
- عبد الله آل بريك على موقع Soccerway.com (الإنجليزية)